# Стёрер, Флоранс
Флоранс Стёрер-Пенс (фр. Florence Steurer-Penz; род. 1 ноября 1949, Лион) — французская горнолыжница, специалистка по слалому, гигантскому слалому, скоростному спуску и комбинации. Выступала за сборную Франции по горнолыжному спорту в 1966—1972 годах, бронзовая призёрка зимних Олимпийских игр в Саппоро, обладательница серебряных и бронзовых медалей чемпионатов мира, победительница четырёх этапов Кубка мира.

## Биография
Флоранс Стёрер родилась 1 ноября 1949 года в Лионе. С детства являлась универсальной горнолыжницей, хотя наивысшие результаты показывала прежде всего в техничных дисциплинах, таких как слалом и гигантский слалом.
Первого серьёзного успеха на взрослом международном уровне добилась в сезоне 1966 года, когда вошла в основной состав французской национальной сборной и побывала на чемпионате мира в Портильо, откуда привезла награду бронзового достоинства, выигранную в гигантском слаломе — уступила только соотечественнице Мариэль Гуашель и австрийке Хайди Циммерман.
В 1968 году впервые одержала победу в Кубке мира, выиграв слалом на этапе в австрийском Бадгастайне. Здесь она установила своеобразный рекорд, опередив свою ближайшую преследовательницу ровно на три секунды — впоследствии этот рекорд продержался 47 лет и был побит лишь в 2015 году американкой Микаэлой Шиффрин, добившейся отрыва от второго места в 3,07 секунды.
Благодаря череде удачных выступлений Стёрер удостоилась права защищать честь страны на домашних зимних Олимпийских играх 1968 года в Гренобле — в слаломе не показала результата, тогда как в гигантском слаломе была четвёртой, а в скоростном спуске — девятой.
На мировом первенстве 1970 года в Валь-Гардене завоевала серебряную медаль в комбинации, кроме того, стала шестой в скоростном спуске, седьмой в слаломе и восьмой в гигантском слаломе.
Находясь в числе лидеров горнолыжной команды Франции, благополучно прошла отбор на Олимпийские игры 1972 года в Саппоро — на сей раз в слаломе взяла бронзу, пропустив вперёд только американку Барбару Кокран и соотечественницу Даниэль Дебернар. При этом в гигантском слаломе была шестой, а в скоростном спуске заняла 23 место. Также, поскольку здесь разыгрывалось и первенство мира, дополнительно получила серебряную медаль в комбинации.
Вскоре по окончании олимпийского сезона приняла решение завершить карьеру профессиональной спортсменки. В течение своей спортивной карьеры в общей сложности 27 раз поднималась на подиум различных этапов Кубка мира, в том числе на четырёх этапах одержала победу. В общем зачёте в 1968 и 1969 годах дважды была второй, трижды занимала второе место в зачёте слалома.
После завершения спортивной карьеры занимала должность директора в коммуникационном агентстве Duodecim.
За выдающиеся спортивные достижения в 2009 году была награждена орденом Почётного легиона.
Замужем за французским горнолыжником Аленом Пенсом, так же участвовавшим в Олимпиадах 1968 и 1972 годов.